# Ronja, razbojniška hči
Ronja, razbojniška hči (v izvirniku švedsko Ronja Rövardotter) je mladinski roman švedske pisateljice Astrid Lindgren, ki je prvič izšel leta 1981. Prvi slovenski prevod Lene Holmqvist je izšel leta 1985 pri založbi Mladinska knjiga (COBISS).

## Vsebina (Ronja,razbojniška hči)
Ronja se rodi v nevihtni noči materi Lovis in očetu Mattisu v razbojniškem gradu. V tej viharni noči udari strela v grad in ga razkolje od vrha do tal in naredi ognjeno brezno. Takšen je začetek Ronjinega življenja med dvanajstimi razbojniki v očetovi tolpi. Ronja je edini otrok v očetovem gradu in je tudi njegova ljubljenka. Starši ji dajejo veliko svobode. Začne odkrivati lepote gozdov, ki obkrožajo grad, reke, slapove, živali in skrivnostne zlobne škrate in gozdnice. Sovražna razbojniška tolpa s poglavarjem Borkom se vseli v severni del razklanega mattisovega gradu. Ta ima sina Birka, ki je Ronjin vrstnik. Kljub sovraštvu med tolpama se Ronja in Birk spoprijateljita. Ko Ronjin oče Mattis izve za njuno prijateljstvo, noče več slišati za svojo hči. Ronja in Birk se zato odselita v Medvedjo jamo. Tam preživita čudovito poletje, polno drobnih pustolovščin. Nekega jesenskega dne, ko se je že ohladilo, Ronja pri izviru sreča svojega skrušenega in nesrečnega očeta, ki se je zdaj pripravljen se je sprijazniti z njenim prijateljstvom z Birkom. Roparski tolpi premagata sovraštvo in se z združenimi močmi upreta biričem, ki jim že sledijo. Birk in Ronja se ne navdušujeta nad razbojništvom. Stari razbojnik  Skalle-Per jima pred smrtjo zaupa veliko skrivnost o srebrni gori, ki jima bo omogočila srečno življenje brez ropanja.Na koncu po spopadanju tolp Mattisova tolpa proti Borkovi tolpi, pa vsi postanejo prijatelji in Mattis postane poglavar obeh tolp...   